# 쇼와초역 (가가와현)
쇼와초역(일본어: 昭和町駅)은 일본 가가와현 다카마쓰시에 위치한 시코쿠 여객철도 고토쿠 선의 철도역이다. 역 번호는 T27이며, 단선 승강장 1면 1선의 구조를 갖춘 지상역이다.

## 이용 현황
| 승차 인원 추이 | 승차 인원 추이 |
| 연도           | 1일 평균       |
| -------------- | -------------- |
| 2008           | 504            |
| 2009           | 485            |
| 2010           | 476            |
| 2011           | 452            |

## 역 주변
- 가가와 대학
- 다카마쓰 시 주오 도서관
- 세토나이카이 방송
- FM 가가와
- 시코쿠 여객철도 연수 센터

## 역사
- 1987년 3월 23일: 일본국유철도로 개통
- 1987년 4월 1일: 시코쿠 여객철도의 관할 역으로 바뀜
- 1988년 6월 1일: 노선명 개정에 의해 고토쿠 선으로 편입됨

## 인접역
| 시코쿠 여객철도             | 시코쿠 여객철도 | 시코쿠 여객철도                       |
| --------------------------- | --------------- | ------------------------------------- |
| T 28 다카마쓰 다카마쓰 방면 | 고토쿠 선       | 리쓰린코엔기타구치 T 26 도쿠시마 방면 |